# Petroica camagroga
La petroica camagroga (Kempiella griseoceps) és un ocell de la família dels petròicids (Petroicidae).

## Hàbitat i distribució
Habita boscos i vegetació secundària de Nova Guinea i nord-est d'Austràlia.